# Bolteria scutata
Bolteria scutata är en insektsart som beskrevs av Kelton 1972. Bolteria scutata ingår i släktet Bolteria och familjen ängsskinnbaggar. Inga underarter finns listade i Catalogue of Life.